# 1470
1470 (MCDLXX) fue un año común comenzado en lunes según el calendario juliano, en vigor en esas fechas. 

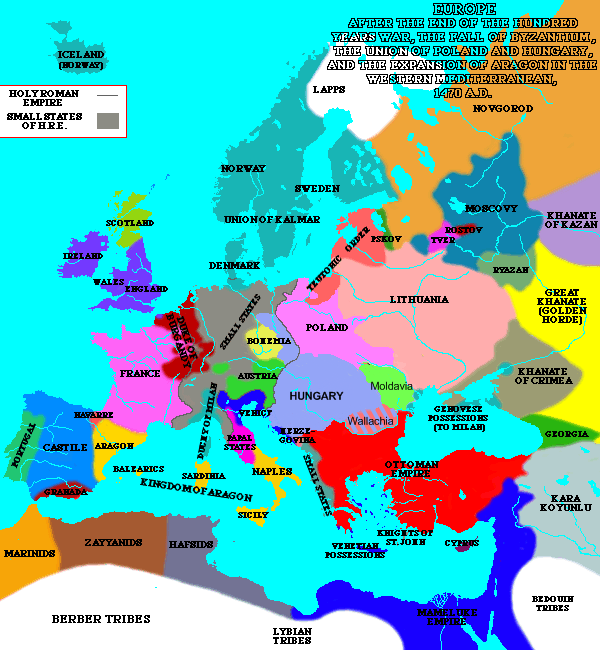
Europa en 1470.

## Acontecimientos
- Enrique IV de Castilla revoca el Tratado de los Toros de Guisando y nombra heredera a Juana la Beltraneja.
- Primera aparición de la máquina de hilar de aletas en Inglaterra.
- Iván II de Rusia comienza una guerra contra la República de Nóvgorod.
- En Colombia termina el gobierno del zipa Meicuchuca en Bacatá (iniciado en 1450).[1]
- Comienza el gobierno del zipa Saguamanchica en Colombia.[2]

## Arte y literatura
Se publica Coplas por la muerte de su padre de Jorge Manrique.

## Nacimientos
- 20 de mayo: Pietro Bembo, cardenal y escritor italiano (f. 1547).
- 30 de junio: Rey Carlos VIII de Francia (f. 1498).
- 2 de octubre: Isabel de Aragón, hija mayor de los Reyes Católicos y reina de Portugal (f. 1498).
- 4 de noviembre: Rey Eduardo V de Inglaterra (f. 1483).

### Sin fecha
- Miguel de Carrascosa: abogado, político y filántropo español (f. 1538).
- Fernando de Rojas: escritor, autor de La Celestina (f. 1541).

## Fallecimientos
- 15 de mayo: Carlos VIII de Suecia, rey de Suecia y Noruega (n. 1408 o 1409).
- 18 de octubre: John Tiptoft, I conde de Worcester, noble y erudito inglés (n. 1427).
- 23 de noviembre: Gastón de Foix, Príncipe de Viana, noble navarro (n. 1440).
- 16 de diciembre: Juan II de Lorena, noble francés (n. 1424).

### Sin fecha
- Demetrio Paleólogo: Déspota de Morea (n. 1407).
- Domenico da Piacenza: Compositor y coreógrafo italiano (n. 1390).